# Nesselsdorfer Wagenbau-Fabriks-Gesellschaft

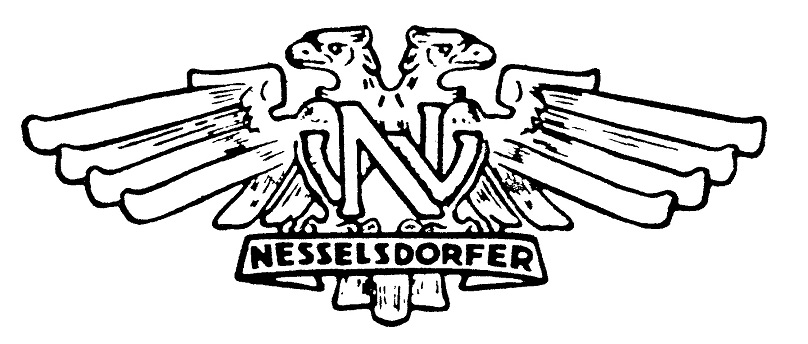
Logo-ul fabricii de automobile Nesselsdorfer Wagenbau-Fabriks-Gesellschaft

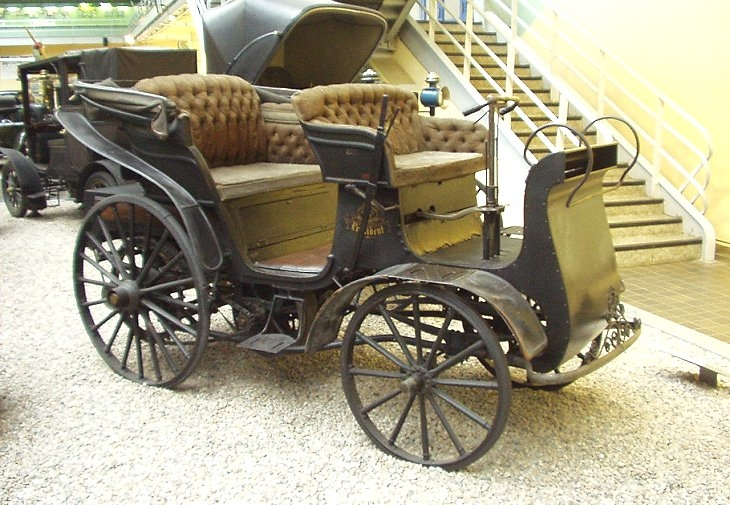
Nesselsdorfer Präsident (1897)

Nesselsdorfer Wagenbau-Fabriks-Gesellschaft (1850–1923) a fost un atelier de rotar din Nesselsdorf (azi: Kopřivnice), în Moravia. Inițial a produs căruțe și calești, mai târziu vagoane pentru calea ferată și automobile. Din 1923, unitatea de producție a vechiului atelier a fost preluată de compania succesoare, Tatra.